# حمام بابا لنگر
حمام بابا لنگر مربوط به سدهٔ ۸ ه.ق است و در شهرستان خوشاب، بخش مشکان، روستای بابالنگر واقع شده و این اثر در تاریخ ۲۷ بهمن ۱۳۸۲ با شمارهٔ ثبت ۱۰۹۰۲ به‌عنوان یکی از آثار ملی ایران به ثبت رسیده است.